# Torymoides lindbergi
Torymoides lindbergi is een vliesvleugelig insect uit de familie Torymidae. De wetenschappelijke naam is voor het eerst geldig gepubliceerd in 1960 door Ferrière.